# Hitsugi no Chaika
Hitsugi no Chaika (棺姫のチャイカ Hitsugime no Chaika?) es una serie de novelas ligeras escritas por Ichirō Sakaki  e ilustradas por Namaniku ATK, que se lanzaron el 18 de diciembre de 2010 finalizando el 10 de marzo de 2015 con un total de 12 volúmenes, los cuales han sido publicados por la editorial Fujimi Shobō bajo la imprenta Fujimi Fantasia Bunko. Dichas novelas ligeras se han adaptado en dos series de manga y una adaptación al anime que fue anunciada en julio de 2013, siendo producida por el estudio Bones, y que comenzó su primera emisión el 9 de abril de 2014 finalizando el 25 de junio de 2014 con un total de 12 episodios; y una segunda temporada denominada Hitsugi no Chaika: Avenging Battle se emitió desde el 9 de octubre de 2014 hasta el 11 de diciembre de 2014 con un total de 10 episodios. El 10 de marzo de 2015 se lanzó una OVA.

## Argumento
Hace 5 años, la guerra de los 300 años entre la alianza de las Seis Naciones y el Imperio Gaz llegó a su fin cuando el emperador Arthur Gaz, el Inmortal Emperador del Imperio Gaz, es finalmente asesinado por ocho guerreros conocidos como los Ocho Héroes. Después de la guerra, las tierras del Imperio se dividieron por la alianza que más tarde formaría el Consejo de las Seis Naciones con el fin de traer la paz sobre la tierra. 

En el presente, Toru Acura es un ex saboteador que vive con su hermana Akari. Toru no puede adaptarse a la nueva era pacífica después de haber estado cinco años en la guerra. En este contexto Toru se encuentra con Chaika Trabant, una maga de pelo blanco (魔法师ウィザード Wizādo?) que transporta un féretro con un "Gundo" (rifle mágico) y a quien salva de un unicornio. Al ver sus habilidades como saboteadores, Chaika contrata a Toru y Akari para una tarea importante: recuperar los restos del cuerpo de Arthur Gaz de la posesión de los Ocho Héroes. Chaika revela que ella es en realidad la princesa Chaika Gaz, la hija del emperador, quien logró escapar durante el final de la guerra deseando encontrar las partes del cuerpo de su padre que los Ocho Héroes se dividieron como trofeo debido a que estas emiten una fuerte energía mágica, con la finalidad de darle a sus restos un entierro apropiado...

## Personajes
Toru Acura (トール・アキュラ  Tōru Akyura?)
Seiyū: Junji Majima
Es un muchacho que a los 15 años fue enlistado forzosamente al ejército para participar en la guerra que cinco años atrás la humanidad tuvo contra el Imperio Gaz, aunque su rol era el de un saboteur (saboteador). Cuando conoce a Chaika, está cree que es un bandido que intenta robarle. Sin embargo sin darse cuenta se encuentran con un unicornio y trabajan juntos para derrotarlo. Él tiene el poder de la misteriosa transformación Hierro-sangre que cuando se activa volverá de color rojo su pelo y obtendrá unas marcas de color carmesí superpuestas en su cuerpo. Él maneja dos comblades (combinaciones) de espada corta que tienen cables retráctiles en sus empuñaduras. Mientras trata de mantener su relación como cliente y maestro.
Edad:20
Akari Acura (アカリ・アキュラ Akari Akyura?)
Seiyū: Yuuko Hara
Es la hermana de Toru, quién no está relacionada por su sangre. Ella respeta a su hermano adoptivo hasta el punto de que ella se enoja con todo aquel que hable mal de él, incluso si esa persona es él mismo. A veces su comportamiento puede tornarse extraño o con cierto nivel de estupidez en torno al sentimiento de respeto que tiene por su hermano, pudiendo causar situaciones cómicas o contradicciones de afirmaciones, aunque ella luego admite su comportamiento e incluso llega a afirmar estar perfectamente bien con el hecho de parecer una idiota (comportamiento Tsundere). Al igual que con Toru, puede utilizar la transformación del hierro-sangre; aunque sus marcas no se entrecruzan como las de su hermano, además de ser mucho más delgadas. Su arma es un martillo con un mango retráctil y un pico en un lado de la cabeza. Como es adoptada, Akari no oculta el hecho de que ella está enamorada de Toru y fácilmente se pone celosa ante cualquier otra chica que se acerque a él (esto sucede normalmente con Chaika). Por su manera de ser, tiene otra perspectiva de la manera de actuar de su hermano (piensa que es un pervertido con Chaika). Algunas veces aparenta no querer a su hermano (diciendo afirmaciones como que lo quiere disecar), pero en otras ocasiones demuestra estar enamorada de él (hace comentarios sobre como él actúa o se ve).
Edad:17

### Chaikas
Son unas misteriosas mujeres que aparecieron después de la guerra buscando los restos de Arthur Gaz. Ellas se autodenominan hijas de él, y todas tienen problemas de lenguaje, excepto la chaika azul. Suelen ser sensibles sobre el espesor de sus cejas.
Chaika Trabant (チャイカ・トラバント Chaika Torabanto?)
Seiyū: Chika Anzai
Es el personaje principal de la serie. Una joven maga quien lleva un gigante féretro en su espalda. Dice ser la princesa del Imperio Gaz y último miembro superviviente de la familia real, aunque esto también lo dicen las otras Chaikas. Ella es una maga que activa sus poderes con un rifle mágico llamado Gundo; siendo que apenas sabe hablar japonés ya que su idioma nativo es el Laake del Imperio Gaz. Después de su primer encuentro con el unicornio se convierte en amiga de Toru y su hermana Akari. Muchas veces no entiende las bromas o los comentarios pervertidos y de mal gusto que dice Akari hacia Toru. También es una chofer, pues en su mundo sólo los magos puede mover vehículos. Más tarde comienza a tener sentimientos por Toru.
Chaika Bogdan  (?)
Seiyū: Saeko Zōgō
Es una Chaika que viste de rojo, a diferencia de la protagonista usa una "espada serpiente". Al parecer, al igual que la Chaika blanca, comienza a tener sentimientos por Toru. En el fondo suele llegar a ser una buena persona aunque siempre se muestra algo ruda y reservada.
Chaika Layla (?)
Seiyū: Yui Makino
Se trata de la Chaika azul que estaba al servicio de un duque llamado Ricardo Garvani; siendo que su base era una fortaleza voladora que después es destruida por las fuerzas imperiales, aseguraba conocer la razón de la existencia de las chaikas pero murió antes de poder decirlo. A diferencia de las otras, ella podía hablar normalmente.

### Escuadrón Gillette
Alveric Gillette (?)
Seiyū: Yoshimasa Hosoya
Es un militar encargado de investigar el caso de las chaikas. Aparentemente muere durante el asalto de la fortaleza voladora del duque Ricardo. Luego se da a conocer que aún sigue con vida, habiendo sufrido de amnesia.
Nikolai Avtotor (?)
Seiyū: Kensuke Satō
Es un mercenario y el segundo al mando del Cuerpo de Gillett. Después de la supuesta muerte de Alveric, Nikolai es ascendido a capitán del Cuerpo de Gillett.
Vivi Holopainen (?)
Seiyū: Iori Nomizu
Es una funcionaria de la Agencia para la Implementaricón de la Reconstrucción de la Post-Guerra a quien asigna al escuadrón Gillete. Es una huérfana que no recuerda su pasado, y sólo después se percata que es una Chaika como las otras que persigue. Su poder es materializar y disparar agujas.
Zita Brusasco (?)
Seiyū: Yumeha Kōda
Chofer del escuadrón, como maga puede usar Gundos (rifles mágicos) pero no es una soldado.